# Thea Øihaugen
Thea Øihaugen (* 11. Mai 2001) ist eine norwegische nordische Kombiniererin.

## Werdegang
Øihaugen, die für den Gausdal Skilag startet, gab am 4. September 2015 beim Youth-Cup-Wettbewerb in Oberstdorf ihr internationales Debüt, blieb jedoch als Neunte bei einem kleinen Teilnehmerinnenfeld noch deutlich hinter der Spitze in ihrer Altersklasse zurück. Dies änderte sich Anfang Februar 2016, als sie im Rahmen dieser Wettkampfserie in Trondheim Dritte wurde. Im März 2016 nahm Øihaugen bei den norwegischen Meisterschaften am historisch ersten Wettkampf für Frauen teil und verpasste dabei als Vierte die Medaillenränge. Nachdem sie im weiteren Karriereverlauf an einer Reihe internationale Juniorinnenveranstaltungen teilgenommen hatte, startete Øihaugen im September 2017 erstmals im Skisprung-Continental-Cup, wo sie in Trondheim auch in die Punkteränge sprang. Wenige Monate später debütierte sie auch im Continental Cup der Nordischen Kombination, der in jener Saison zum ersten Mal ausgetragen wurde. Øihaugen lief dabei in Rena direkt unter die besten Zehn und schloss die Saison auf dem zwölften Rang der Gesamtwertung ab. In der Saison 2018/19 stellte sie sich bei vier Wettbewerben des Continental Cups der Konkurrenz und konnte jeweils Punktgewinne verzeichnen. Allerdings blieb sie deutlich hinter der Spitze und der nationalen Konkurrenz zurück, sodass sie nicht für die Junioren-Weltmeisterschaften nominiert wurde. Zum Saisonabschluss fanden die norwegischen Meisterschaften in Oslo statt und gewann beim erstmals ausgetragenen Teamsprint gemeinsam mit Thea Minyan Bjørseth Bronze.
Auch in der Saison 2019/20 wurde Øihaugen nur an zwei Continental-Cup-Stationen eingesetzt. So gehörte sie Ende Januar bei den beiden Gundersen-Wettbewerben in Rena zum norwegischen Aufgebot. Nachdem sie am ersten Wettkampftag überraschend Neunte wurde, reichte es tags darauf nur noch zu Rang 15. Als Saisonhöhepunkt galt ihre Teilnahme an den Nordischen Junioren-Skiweltmeisterschaften 2020 in Oberwiesenthal, bei denen sie den 21. Platz im Gundersen Einzel belegte. Mit weiteren Punktgewinnen zum Saisonabschluss in Nischni Tagil beendete sie die Saison auf dem 25. Platz in der Continental-Cup-Gesamtwertung. Für die erste Weltcup-Saison 2020/21 wurde Øihaugen in den zweithöchsten Utviklingslag-Kader berufen.

## Statistik

### Continental-Cup-Platzierungen
Nordische Kombination
| Saison  | Platz | Punkte |
| ------- | ----- | ------ |
| 2017/18 | 12.   | 55     |
| 2018/19 | 25.   | 67     |
| 2019/20 | 25.   | 63     |

Skispringen
| Saison  | Platz | Punkte |
| ------- | ----- | ------ |
| 2017/18 | 72.   | 12     |